# Plagiochila raddiana
Plagiochila raddiana là một loài rêu trong họ Plagiochilaceae. Loài này được Lindenb. mô tả khoa học đầu tiên.